# Ranh giới hội tụ

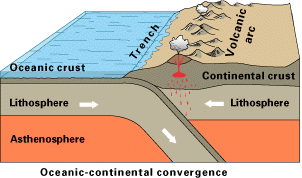
Đại dương – lục địa

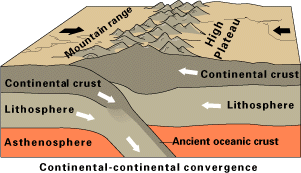
Lục địa – lục địa

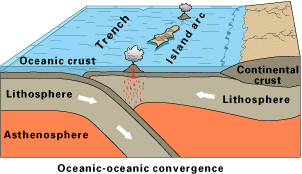
Đại dương – đại dương

Trong kiến tạo mảng, ranh giới hội tụ hay ranh giới mảng hội tụ, hay còn gọi là ranh giới mảng phá hủy, là một vùng biến dạng một cách chủ động mà tại đó hai hay nhiều mảng kiến tạo hay các mảnh vỡ của thạch quyển chuyển động ngược chiều và va hút vào nhau, đồng thời gây ra hầu hết các trận động đất.
Khi hai mảng va hút nhau, chúng hình thành hoặc đới hút chìm hoặc va chạm lục địa tùy thuộc vào kiểu mảng tham gia vào quá trình này. Trong đới hút chìm, mảng bị hút chìm thường là mảng chứa vỏ đại dương và chui xuống vỏ lục địa hoặc vỏ đại dương khác. Trong quá trình va chạm giữa hai mảng lục địa sẽ tạo thành các dãy núi lớn như Himalaya.

## Các rìa hội tụ
Đới hút chìm được hình thành tại ranh giới mảng hội tụ khi một hoặc cả hai mảng kiến tạo có kiểu vỏ đại dương. Mảng nặng hơn được cấu tạo bởi vỏ đại dương) thì chui xuống mảng nhẹ hơn, mảng nằm trên có thể là vỏ lục địa hoặc vỏ đại dương. Khi cả hai mảng được cấu tạo bởi vỏ đại dương sẽ tạo thành cung đảo núi lửa như quần đảo Solomon.
Máng đại dương được tạo thành tại nơi mà mảng nặng hơn chui xuống dưới một mảng khác. Nước chứa trong đá của mảng đại dương (vì chúng nằm dưới nước) và khi mảng này chui xuống đới hút chìm thì hầu hết nước bị giải phóng bởi các phản ứng dehydrate. Lượng nước này bổ sung vào manti gây ra nóng chảy một phần manti tạo ra mácma, sau đó mácma này dâng lên và thường tạo thành các núi lửa hay còn gọi là cung núi lửa. Quá trình này thường diễn ra ở một độ sâu nhất định, khoảng 70 đến 80 mile bên dưới mặt đất và nằm gần máng đại dương.
Một số rìa mảng hội tụ có các đới tách giãn đáy biển chủ động nằm sau cung đảo núi lửa được gọi là bồn trũng sau cung.
Khi một mảng được cấu tạo bởi thạch quyển đại dương bị hút chìm bên dưới một mảng được cấu tạo bởi thạch quyển lục địa thường tạo thành một đai tạo sơn và thường liên quan đến các dãy núi. Loại ranh giới hội tụ này tương tự với dãy Andes hoặc dãy Cascade Bắc Mỹ.
Khi hai mảng lục địa va vào nhau không có sự hút chìm sẽ tạo thành các dãy núi rộng lớn như dãy Himalaya.
Khi mảng hút chìm tạo thành rãnh xiên, ranh giới mảng hội tụ bao gồm cả sự tạo ra các đứt gãy trượt bằng như rìa hội tụ Sumatra, hoạt động hội tụ này đang diễn ra hỗn hợp với ranh giới trượt bằng.

### Ví dụ
- Va chạm giữa mảng Á-Âu và mảng Ấn Độ tạo thành Himalaya.
- Sự hút chìm phần phía bắc của mảng Thái Bình Dương và tây bắc của mảng Bắc Mỹ tạo thành quần đảo Aleutia.
- Sự hút chìm của mảng Nazca bên dưới mảng Nam Mỹ tạo dãy Andes.
- Sự hút chìm của mảng Thái Bình Dương bên dưới mảng Australia, và ngược lại, hình thành ranh giới hỗn hợp hút chìm và chuyển dạng từ New Zealand đến New Guinea.
- Sự va chạm giữa mảng Á-Âu và mảng châu Phi tạo dãy núi Pontic ở Thổ Nhĩ Kỳ.
- Rãnh Mariana.
- Sự hút chìm mảng Juan de Fuca bên dưới mảng Bắc Mỹ.

### Các kiểu ranh giới mảng khác
- Ranh giới phân kỳ
- Đứt gãy chuyển dạng